# Marie-Josèphe de Saxe (1867-1944)
Pour les articles homonymes, voir Marie-Josèphe de Saxe.
Titre
11e grande maîtresse de la Croix étoilée
1898 – 1918
La princesse Marie-Josèphe Louise Philippine Élisabeth Pia Angélique Marguerite de Saxe (en allemand, Maria Josepha Luise Philippine Elisabeth Pia Angelika Margarethe Prinzessin von Sachsen), née le 31 mai 1867 à Dresde, et morte le 28 mai 1944 à Erlangen , quatrième fille du roi Georges Ier de Saxe et de Marie-Anne de Portugal, est un membre de la Maison de Wettin. Elle est également la  mère du dernier empereur d'Autriche Charles Ier.

## Biographie

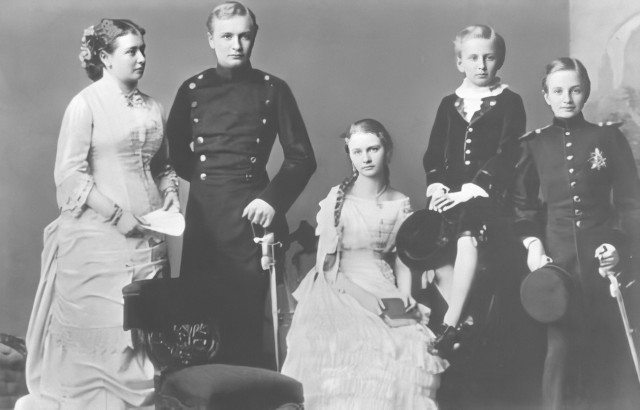
La princesse Marie-Josèphe assise parmi sa fratrie (vers 1880).

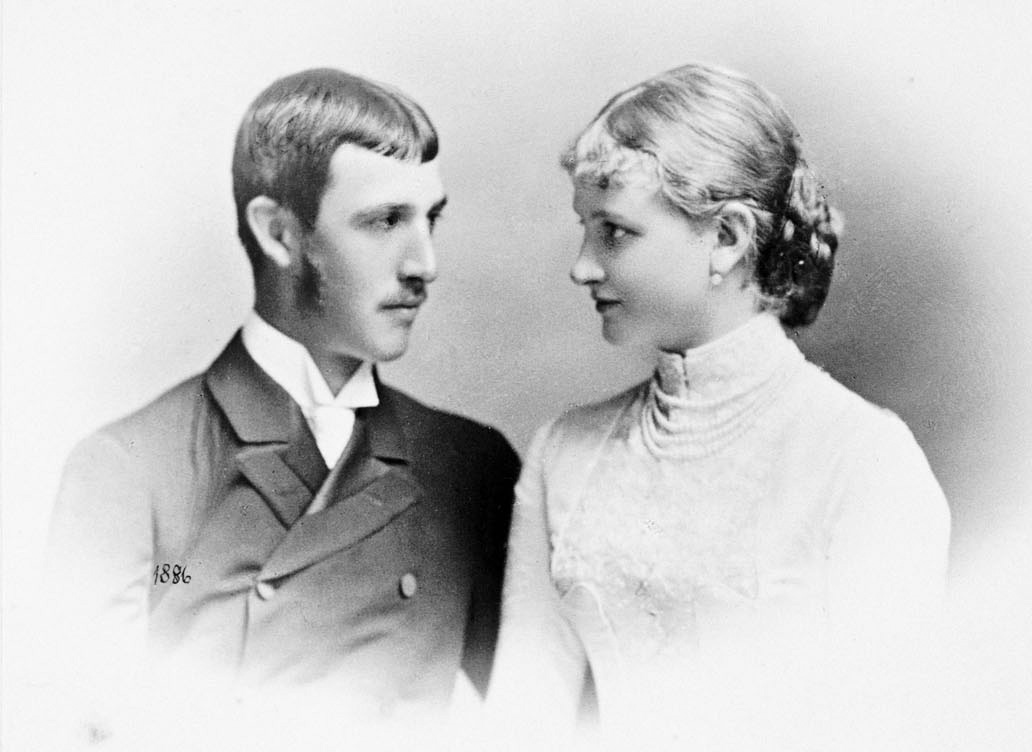
Otto et Marie-Josèphe au temps de leurs fiançailles.

Nièce du roi Albert Ier de Saxe qui n'avait pas d'enfant, elle est la fille du duc puis roi Georges Ier de Saxe. Marie-Josèphe de Saxe épouse le 2 octobre 1886 Otto de Habsbourg-Lorraine, neveu de l'empereur François-Joseph Ier, surnommé non sans ironie le « Bel archiduc » à qui elle donne deux fils assurant ainsi la pérennité du trône impérial et royal austro-hongrois.
Le fiancé est un jeune homme déjà habitué à la débauche et qui ne respecte rien, profitant avec cynisme de l'impunité que lui octroie son rang. L'union avec une jeune fille sérieuse est censée l'assagir. Il n'en est rien. Supportant grâce à sa piété un mari menant ouvertement une vie débauchée, elle n'en est pas moins une épouse et une mère exemplaire bien qu'elle ait entretenu avec le comédien Otto Tressler, une relation qui prêta le flanc à quelques ragots et à laquelle elle mit fin dès qu'elle devint veuve.

## Débauche et politique
À l'époque de son mariage, Othon est quatrième dans l'ordre de succession au trône, mais les tragédies qui frappent la Maison de Habsbourg-Lorraine le rapprochent du trône au grand dam de son oncle, l'empereur François-Joseph. En 1889, la mort de l'archiduc-héritier du trône, puis en 1896, celle de son père en font l'héritier du trône juste après son frère l'archiduc François-Ferdinand. 
La vie dissolue de l'archiduc Othon n'est pas sans incidence sur la vie politique nationale et internationale de l'Empire austro-hongrois lorsque l'héritier du trône, l'archiduc héritier François-Ferdinand, frère aîné d'Othon, veut contracter une union morganatique qui devrait l'obliger à renoncer au trône. L'empereur François-Joseph qui a 70 ans, refusant la possibilité de voir Othon, cynique et débauché seulement âgé de 35 ans, monter sur le trône, accorde à François-Ferdinand un mariage morganatique sous condition qui lui permet de demeurer l'héritier du trône et de devenir empereur, mais son épouse n'aura pas droit au rang d'archiduchesse et ne portera pas le titre d'impératrice et reine. De plus, leurs enfants ne seront pas dynastes. Outre le fait que l'empereur se reproche sa faiblesse, le statut hybride de l'épouse de l'archiduc dans ce milieu curial très structuré et très hiérarchisé a des conséquences tragiques : lors de sa visite officielle à Sarajevo en 1914, le couple, du fait de la présence de l'épouse de l'archiduc, n'a pas droit au système de protection des membres de la Maison impériale et royale. L'archiduc et son épouse sont assassinés par un militant pro-serbe. Cet attentat est à l'origine de la Première Guerre mondiale, laquelle entraîne la chute de la monarchie austro-hongroise en 1918, l'exil et la mort de maladie quatre ans plus tard de l'empereur Charles, fils d'Othon et de Marie-Josèphe.
L'empereur ne pouvait pas prévoir qu'Othon le précéderait dans la tombe, mourant prématurément des suites de ses débauches en 1906 à l'âge de 41 ans.

## Princesse et mère
Le couple a deux fils :

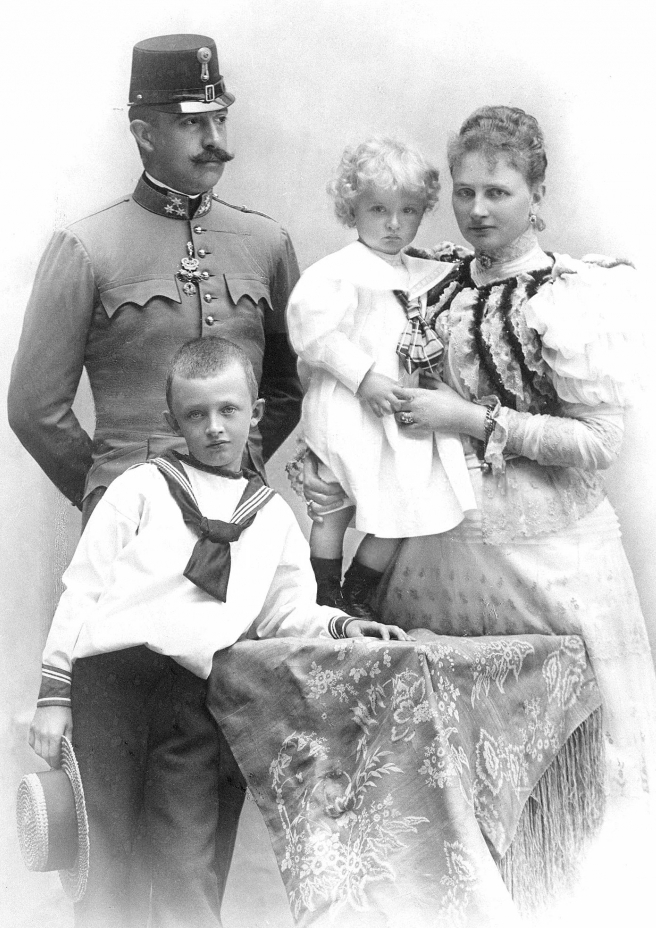
En famille (vers 1900).

- Charles François Joseph (1887-1922) qui épouse en 1911 Zita de Bourbon-Parme (1892-1989) et succède à l'empereur François-Joseph en 1916. Empereur d'Autriche et roi de Hongrie, il doit renoncer au pouvoir en novembre 1918 et meurt en exil à Madère en 1922. Il est le père de huit enfants.

- Maximilien  (1895-1952), qui épouse en 1917, la princesse Franziska zu Hohenlohe-Waldenburg-Schillingsfürst (1897-1989). Il est le père de deux fils.

Peu comblée par sa vie matrimoniale, l'archiduchesse se consacre essentiellement à l'éducation de ses deux fils et évite autant que possible que leur père exerce sur ses fils une influence malsaine. En 1902, son frère, le roi Frédéric-Auguste III de Saxe, délaissé par sa femme qui l'a quitté pour un autre homme, divorce. c'est un scandale retentissant à travers l'Europe. 
En 1906, l'archiduc Otto meurt prématurément victime de sa vie désordonnée. En 1911, son fils aîné l'archiduc Charles, jeune pieux et doux, épouse la princesse Zita de Parme. Mariage dynastique d'un archiduc qui est appelé à ceindre la couronne après son oncle François-Ferdinand mais aussi mariage d'inclination. Marie-Josèphe est également la grand-mère de l'archiduc Otto de Habsbourg-Lorraine (1912-2011) qui devient chef de la Maison de Habsbourg après son père.
En 1914, l'archiduc François-Ferdinand est assassiné à Sarajevo. L'archiduc Charles devient inopinément héritier du trône à 27 ans et l'empereur octogénaire estime son nouvel héritier. cependant, la Première Guerre mondiale éclate. Le palais viennois Augarten est transformé en hôpital où l'archiduchesse œuvre auprès des blessés.
En 1916 l'empereur François-Joseph meurt et Charles devient empereur. Soutenu par sa mère et sa femme, il tentera en vain de mettre fin à la guerre. En 1917, son second fils se marie.  La défaite entraîne la fin de la monarchie et la dislocation de l'Empire austro-hongrois. L'archiduchesse accompagne son fils, sa belle-fille et leur famille en exil en Suisse. A la demande du pape l'ex-empereur tente par deux fois de retrouver le trône de Hongrie, vaincu il est exilé à Madère où il meurt prématurément à l'âge de 35 ans en 1922.
L'archiduchesse s'installe en Suisse, puis dès 1921 en Allemagne où elle meurt en 1944. Elle est inhumée dans la crypte des Capucins, nécropole des Habsbourg à Vienne.

## Phaléristique
- Dame de l'ordre de Sidonie (Royaume de Saxe).